# Wieners Out
«Wieners Out» es el cuarto episodio de la vigésima temporada de la serie animada de televisión norteamericana South Park. Es el episodio número 271 de la serie y fue escrito y dirigido por el cocreador de la misma Trey Parker. Se estrenó en Estados Unidos el 12 de octubre de 2016 en el canal Comedy Central.
Kyle intenta llevar la disputa entre los niños y niñas a su fin porque se siente culpable y se sorprende de la relación de Heidi con Cartman. Por su parte, Gerald se siente atemorizado de su actividad como trol después de que su secreto es descubierto por alguien. Finalmente, los chicos de la escuela se unen para defender sus derechos frente a las chicas.

## Trama

### Acto 1
El episodio comienza con una narración de la historia de los "trolls" escandinavos tradicionales que eran criaturas maléficas con aspecto humano y que en la actualidad se han convertido en acosadores que se esconden en Internet después de atacar a sus víctimas. La narración termina diciendo que los daneses acabaron con los trolls tradicionales y harán lo mismo con las nuevas formas de troll.
Gerald Broflovsky recibe con gran estupor una nota anónima donde se le advierte que su identidad como el troll "Skankhunt42" ya no es oculta. Mientras tanto Kyle se siente responsable por la guerra de géneros que se presenta en su escuela y Butters rompe con su novia canadiense Charlotte debido a que ésta se solidariza con la lucha de los derechos de las chicas.
Más tarde, Gerald se dirige a un encuentro clandestino con la persona que ha estado enviando las notas anónimas. Al reunirse debajo de un puente, el personaje misterioso revela que también es un troll de Internet cuyo alias es "Dildo Shwaggings" pero en realidad se llama Nick. Además, dice que se avecina un ataque de los Daneses contra todos los trolles y que por ello deben permanecer unidos y apoyarse. Gerald no está de acuerdo, porque en realidad no se considera un troll y rechaza los planes de Dildo.
En el patio de recreo de la escuela, Kyle les dice a sus compañeros que una posible solución para el problema con las chicas es acompañarlas en el próximo partido del equipo de vóley femenino, pero Butters está muy alterado y se opone a los planes de Kyle e invita a todos a pelear contra las chicas y así reivindicar sus derechos.
Mientras esto sucede Gerald continúa muy alterado y rechaza un ipad que Sheila le compró para reemplazar los equipos que se habían destruido en el episodio anterior. A fuera de la residencia Broflovsky se encuentra el troll Dildo pidiéndole a Gerald que se reúnan para hablar pero este lo rechaza nuevamente.
Al final del día los chicos acompañan al equipo de vóley femenino en su partido, pero cuando comienza a sonar el himno nacional, todos se bajan los pantalones dejando ver sus partes intimas (sus salchichas) y levantando un brazo en signo de lucha, lo cual deja estupefactos a los asistentes y a las chicas.
Desconsolado, Gerald ingresa a un grupo de apoyo para adictos, pero cuando inicia la sesión se da cuenta de que los integrantes del grupo son adictos a los Member Berries y por ello decide abandonarlos.

### Acto 2
Las chicas se quejan con el director PC de la protesta exhibicionista de los chicos, pero aquel no puede ayudarlas porque considera que debe respetar cualquier forma de protesta pacífica. En ese momento el los pasillos de la escuela se presenta una marcha dirigida por Butter donde todos los chicos gritan arengas mientras exhiben nuevamente sus genitales mientras gritan: "salchichas afuera".
Gerald continúa deprimido y decide encerrarse en el baño para enviar mensajes ofensivos como troll con el Ipad que Sheila le obsequió pero está lo descubre y para no revelar su secreto Gerald afirma que estaba viendo "meadas porno" y acepta ser orinado en la cara por Sheila para mantener oculta su identidad. Esta escena sexual es vista por Ike y Kyle con gran perplejidad .
En la escuela, Kyle se disculpa con Cartman por haberlo inculpado de acosar a las chicas, por haber destruido todos sus equipos electrónicos y le pide que lo ayude a terminar las protestas de Butters. Además de disculparlo, Cartman le presenta a su nueva novia Heidi Trurner lo cual deja sorprendido a Kyle.
Mientras esto sucede, Gerald se encuentra en un parque con Dildo, quien nuevamente le pide que le permita enterarlo de la amenaza que se avecina para todos los trolles de Internet.

### Acto 3
Kyle, Cartman y Heidi se reúnen en el restaurante "Sizzler" para hablar de la guerra de géneros que se presenta en su escuela, pero Cartman no quiere colaborar con Kyle y Heidi dice que ellos no van a participar de esta lucha porque han encontrado un mejor lugar en donde estar juntos.
Por otro lado, Gerald continúa su reunión con Dildo y este le enseña un vídeo de la BBC de Londres en el cual el empresario Lennart Bedrager explica el plan de los daneses para acabar con los trolles a través un portal de Internet llamado Trolltrace.com, el cual entrará en servicio en menos de un mes y a través de él se podrá descubrir el nombre, la dirección real y todo el historial de navegación de cada troll que escriba un mensaje ofensivo en Internet. Gerald comprende que está perdido y que va a desaparecer de Internet.
Mientras esto sucede Kyle habla a los chicos y a las chicas en el comedor de la escuela y dice que después de mucho meditar los problemas de las últimas semanas piensa que tiene una solución y en ese momento se baja los pantalones, muestra sus partes intimas y levanta un brazo en señal de que se ha unido a la facción de los chicos.
El episodio finaliza con Gerald, quien es llevado por Dildo a una reunión secreta con el resto de los trolles y quedanto la historia en suspenso hasta el siguiente episodio.

## Producción

### Personajes

#### Habituales y no debutantes
| Personaje         | Roll                | Debut                                        |
| ----------------- | ------------------- | -------------------------------------------- |
| Eric Cartman      | Personaje principal | El Espíritu de la Navidad (Jesús vs. Frosty) |
| Kyle Broflovski   | Personaje principal | El Espíritu de la Navidad (Jesús vs. Frosty) |
| Stan Marsh        | Personaje principal | El Espíritu de la Navidad (Jesús vs. Frosty) |
| Butters Stotch    | Estudiante          | Cartman Consigue una Sonda Anal              |
| Token Black       | Estudiante          | Cartman Consigue una Sonda Anal              |
| Clyde Donovan     | Estudiante          | Cartman Consigue una Sonda Anal              |
| Jason             | Estudiante          | Cartman Consigue una Sonda Anal              |
| Wendy Testaburger | Estudiante          | El Espíritu de la Navidad (Jesús vs. Frosty) |
| Heidi Turner      | Estudiante          | Mariposeando con los niños                   |
| Charlotte         | Estudiante          | ¿Dónde Está Mi País?                         |
| Gerald Broflovski | Padre de Kyle       | Paco el flaco                                |
| Ike Broflovski    | Hermano de Kyle     | Cartman Consigue una Sonda Anal              |
| Sheila Broflovski | Madre de Kyle       | Muerte                                       |
| Randy Marsh       | Padre de Stan       | Volcán                                       |
| Stephen Stotch    | Padre de Butters    | El gallinofilo                               |
| PC Principal      | Director de escuela | Impresionante y Valiente                     |
| Lennart Bedrager  | Presidente compañía | The Damned                                   |

#### Debutantes
| Personaje               | Roll       |
| ----------------------- | ---------- |
| Nick "Dildo Shwaggings" | Troll      |
| Presentador BBC         | Periodista |

#### Locaciones
| Locación                    | Utilización | Primera aparición               |
| --------------------------- | ----------- | ------------------------------- |
| Escuela primaria South Park | Escuela     | Cartman Consigue una Sonda Anal |
| Resencia Broflovsky         | Residencia  | Muerte                          |
| Residencia Stoch            | Residencia  | Fundamentada en Vindaloop       |

## Recepción, impacto y calificación

### Recepción
El episodio recibió comentarios favorables de los críticos televisivos. Para Dan Cafrey de AV Club «Antes de que South Park comenzara a jugar con un formato más serializado cada episodio era algo autónomo, con un final rematado con una declaración final o algún tipo de lección... Hoy en día, sin embargo, el mensaje se transforma constantemente, y nunca ésta completamente claro hasta el final de la temporada... el resultado narrativo es cierta incoherencia en algunos de los episodios previos al final de la temporada». Sin embargo, agrega Cafrey que Wieners Out es uno de esos episodios que está más preocupado por un tema amplio y relevante para la trama que por cualquier tipo de lección concreta del capítulo.
Por su parte Jesse Schedeen de IGN considera que «South Park parece encontrar su voz en la temporada 20. "Wieners Out" hace algunos pasos cruciales que reducen el enfoque en dos tramas principales y combina un movimiento de protesta alegremente inadecuado con un vistazo a la vida de rápido deterioro de Gerald. Hay un a Crítica de la cultura de los medios de comunicación social que se siente más relevante cada semana, pero existe una uniformidad en cada episodio que es un poco preocupante». Para Schedeen, «En general, este fue un episodio bastante cohesivo que logró sentir oportuna sin apoyarse demasiado en cualquier noticia particular. Sin embargo, esta temporada sigue sufriendo un poco el excesivo énfasis en la continuidad de la historia. Existe un flujo tan directo de un episodio a otro que realmente se siente más como estar viendo trozos de una película más que episodios de un show. Según Schedeen, el show evita cualquier referencia directa a las elecciones presidenciales de esta semana (lo que sugiere más que Trey Parker y Matt Stone simplemente no están interesados en tratar de competir con la vida real). En cambio, "Wieners Out" divide su atención entre el empeoramiento de la situación en la escuela y lucha de Gerald para abandonar su roll de Skankhunt42, temas que solo se enfocan en dar este episodio un sentido de estructura que a veces ha faltado esta temporada». En conclusión, dice Schedeen: «Es sin duda es bueno saber que después de 20 años, Parker y Stone todavía pueden encontrar maneras de ser escandalosamente inadecuados. Fue divertido ver la situación en la escuela primaria de South Park toman un giro tan extraño».
Para Chris Longo, de Den of Geek, «La pregunta que "Weiners Out" hace es, ¿qué sucede cuando Cartman no trata el sistema de una manera egoísta?... ahora Cartman se posiciona como el héroe renuente, algo que nunca pensamos que pasaría en South Park». Para Longo, «De manera magistral, Matt y Trey otra vez muestran cómo dos lados tratan de manipular las reglas para ganar una discusión. Las chicas critican a los muchachos por su protesta, sin embargo, el director PC permitió la manifestación de las chichas en el juego de voleibol en el primer episodio de la temporada. Sería injusto que el director PC no permitiera a los niños ejercer su libertad de expresión».
Para Jeremy Lambert de 411Mania: «Es innegable la genialidad de South Park cuando se centran en una historia. A pesar de todo el material que les proporciona la elección presidencial, va a quedar fuera de la historia que se dispusieron a narrar... creo que sacrifican unas risas en su deseo de ser coherentes con la historia central... "Weiners Out" fue un episodio fuerte en esa historia perfectamente equilibrada con la risa y sienta las bases de lo que debería ser un final extraordinario».

### Impacto
La audiencia de este episodio en Norteamérica se calculó en 1.81 millones de espectadores.

### Calificación
| Publicación     | Crítico        | Calificación   |
| --------------- | -------------- | -------------- |
| A.V Club        | Dan Cafrey     | B+             |
| IGN             | Jesse Schedeen | 8.4 (sobre 10) |
| The Den of Geek | Chris Longo    | 3.5 (sobre 5)  |
| 411Mania        | Jeremy Lambert | 7.5 (sobre 10) |